# Vester Pegg
Vester Pegg est un acteur américain de seconds rôles, né le 23 mai 1887 à Appleton City, (Missouri) et mort le 19 février 1951 à Los Angeles, (Californie). 

## Biographie
Il apparait dans 140 films entre 1912 et 1941, et joue notamment dans les premiers films muets réalisés par John Ford (1917-1919) ; il figure ensuite, entre autres, dans de nombreux westerns de série B. Il est parfois crédité Vesta Pegg.

## Filmographie partielle
- 1912 : In the Long Run (court-métrage) de Jack Conway
- 1915 : Jordan Is a Hard Road d'Allan Dwan
- 1915 : Naissance d'une nation (The Birth of a Nation) de D. W. Griffith (non crédité)
- 1915 : The Lucky Transfer de Tod Browning
- 1915 : The Death Dice de Raoul Walsh
- 1915 : The Greaser de Raoul Walsh
- 1915 : The Man of It
- 1916 : Blue Blood and Red de Raoul Walsh
- 1916 : Intolérance (Love's Struggle Throughout the Ages) de D. W. Griffith (non crédité)
- 1917 : The Texas Sphinx de Fred Kelsey
- 1917 : Pour son gosse (The Soul Herder) de John Ford
- 1917 : The Fighting Gringo de Fred A. Kelsey
- 1917 : Cheyenne's Pal de John Ford : un cow-boy
- 1917 : Le Ranch Diavolo (Straight Shooting) de John Ford : Placer Fremont
- 1917 : L'Inconnu (The Secret Man) de John Ford
- 1917 : A Marked Man de John Ford : Kent
- 1917 : À l'assaut du boulevard (Bucking Broadway) de John Ford : Thornton
- 1918 : Le Cavalier fantôme (The Phantom Riders) de John Ford
- 1918 : La Femme sauvage (Wild Women) de John Ford : Pegg
- 1918 : Thieves Gold de John Ford : Curt Simmons
- 1918 : La Tache de sang (The Scarlet Drop) de John Ford : Marley Calvert
- 1918 : Du sang dans la prairie (Hell Bent) de John Ford : Jack Thurston
- 1918 : Le Bébé du cow-boy (A Woman's Fool) de John Ford : Tommy Lusk
- 1919 : Le Serment de Black Billy (Bare Fists) de John Ford : Lopez
- 1919 : Le Proscrit (The Outcasts of Poker Flat) de John Ford
- 1919 : Le Roi de la prairie (Ace of the Saddle) de John Ford
- 1919 : Black Billy au Canada (Rider of the Law) de John Ford
- 1919 : Brother Bill de Leon De La Mothe : Nate Salisbury
- 1922 : The Kickback de Val Paul : Ramon Pinellos
- 1922 : Boomerang Justice  d'Edward Sedgwick
- 1923 : Canyon of the Fools  de Val Paul
- 1925 : Tearin' Loose de Richard Thorpe : Jim
- 1926 : Trois sublimes canailles (3 Bad Men) de John Ford (non crédité)
- 1931 : Three Rogues de Benjamin Stoloff (non crédité)
- 1932 : Heritage of the Desert de Henry Hathaway (non crédité)
- 1934 : Judge Priest de John Ford : Joe Herringer (non crédité)
- 1934 : Un rude cow-boy (The Dude Ranger) d'Edward F. Cline
- 1935 : Le Petit Colonel (The Little Colonel) de David Butler (non crédité)
- 1935 : Steamboat Round the Bend de John Ford : Bit (non crédité)
- 1936 : Je n'ai pas tué Lincoln (The Prisoner of Shark Island ) de John Ford (non crédité)
- 1937 : Une nation en marche (Wells Fargo ) de Frank Lloyd (non crédité)
- 1939 : La Chevauchée fantastique (Stagecoach) de John Ford : Hank Plummer
- 1940 : Mon petit poussin chéri (My Little Chickadee) d'Edward F. Cline : Gambler (non crédité)
- 1941 : Sheriff of Tombstone (en) de Joseph Kane : (non crédité)